# Alger, la Mecque des révolutionnaires (1962-1974)
Pour plus de détails, voir Fiche technique et Distribution.
Alger, la Mecque des révolutionnaires (1962-1974), est un téléfilm documentaire de 56 minutes, réalisé par Mohamed Ben Slama et coproduit par Electron Libre et Versions Originales Productions, écrit par Amirouche Laïdi et Ben Salama, diffusé sur ARTE en 2017. Le documentaire met en lumière la période allant du début des années 1960 au milieu des années 1970, pendant laquelle l'Algérie indépendante a apporté un soutien important aux mouvements anticoloniaux et aux révolutionnaires du monde entier.
Se basant sur des archives, le film est salué pour sa valeur historique,.

## Synopsis
Le documentaire explore la période allant du début des années 1960 au milieu des années 1970, durant laquelle l'Algérie indépendante, pays emblématique du groupe des non-alignés, a apporté un soutien important aux mouvements anticoloniaux et révolutionnaires du monde entier. Les présidents Ahmed Ben Bella et Houari Boumédiène ont fait d'Alger une terre d'accueil pour les militants luttant contre l'oppression coloniale et raciale. Pendant cette période, Alger est passée de la « blanche » à la « rouge », devenant un centre d'activité révolutionnaire. Le documentaire explore les personnages emblématiques qui ont trouvé refuge à Alger, tels que Che Guevara et Eldridge Cleaver, et met en lumière la façon dont Alger est devenue un lieu de convergence pour les révolutionnaires du monde entier. Cette période est également connue sous le nom de « Mecque des révolutionnaires », et le documentaire examine l'impact durable de cette période sur l'Algérie et sur la scène politique internationale.

## Réception critique
L'année de sa sortie, Le Club Mediapart parle d'un travail colossal, soutenu par un commentaire bien recherché et des images d'archives rares. L'Humanité apprécie également le documentaire. TV Magazine souligne aussi l'utilisation d'images peu connues.